# Joachim W. Storck
Joachim Wolfgang Storck (* 29. Dezember 1922 in Karlsruhe; † 26. Mai 2011 in Freiburg/Br.) war ein deutscher Literaturwissenschaftler.

## Leben und Wirken
Joachim W. Storck studierte von 1946 bis 1953 Sinologie, Geschichte, Germanistik und Anglistik an den Universitäten Göttingen, Zürich und Freiburg/Br. Von 1953 bis 1955 war er als Lektor für deutsche Sprache an der Universität Cambridge tätig. Im Jahre 1957 promovierte er an der Universität Freiburg/Br. mit einer Dissertation über "Rainer Maria Rilke als Briefschreiber" und arbeitete dort von 1957 bis 1959 als Tutor und von 1960 bis 1964 als wissenschaftlicher Assistent. Von 1965 bis 1968 war er Stipendiat der Deutschen Forschungsgemeinschaft (DFG) und von 1970 bis 1971 wissenschaftlicher Angestellter an der Universität Marburg/L. Von 1971 bis zu seinem Eintritt in den Ruhestand 1988 war Storck wissenschaftlicher Mitarbeiter am Deutschen Literaturarchiv in Marbach/N. Seit 1971 hatte er außerdem einen Lehrauftrag an der Universität Mannheim inne und wurde dort 1991 zum Honorarprofessor ernannt.
Joachim W. Storck war vor allem Experte für Rainer Maria Rilke, über den er zahlreiche Veröffentlichungen vorlegte und Sammelbände herausgab. Außerdem beschäftigte er sich u. a. mit Stefan George, René Schickele und Martin Heidegger. Er war Vizepräsident und Ehrenmitglied der Internationalen Rilke-Gesellschaft.

## Veröffentlichungen (Auswahl)
- (Mitarb.): Gerhard Hay u. a.: "Als der Krieg zu Ende war". Literarisch-politische Publizistik 1945–1950. Eine Ausstellung des Deutschen Literaturarchivs im Schiller-Nationalmuseum Marbach a. N. (= Sonderausstellungen des Schiller-Nationalmuseums, Bd. 23). 2. Aufl. Kösel, München 1974.
- (Bearb.): Rainer Maria Rilke 1875–1975. Eine Ausstellung des Deutschen Literaturarchivs im Schiller-Nationalmuseum Marbach a. N. (= Sonderausstellungen des Schiller-Nationalmuseums, Bd. 26). Kösel, München 1975.
- (Mitarb.): Rilke heute. Beziehungen und Wirkungen. Zwei Teile. Suhrkamp, Frankfurt/M. 1975/1976.
- Dichtung der Schwermut. Über "Trauerarbeit" in der Lyrik Stefan Georges. In: Peter Lutz Lehmann/Robert Wolff: Das Stefan-George-Seminar 1978 in Bingen am Rhein. Stiehm, Heidelberg 1979, S. 80–95, ISBN 3-7988-0041-3.
- "Zeitgenosse dieser Weltschande". Briefe Rilkes an Marianne Mitford geb. von Friedlaender-Fuld aus dem Kriegsjahr 1915. In: Jahrbuch der Deutschen Schillergesellschaft, Bd. 26 (1982), S. 40–80.
- Stefan Georges "Drei Bücher". In: Robert Wolff (Hrsg.): Stefan Georges Dialog mit der Antike, dem Mittelalter und dem Orient (= Neue Beiträge zur George-Forschung, Bd. 7). Stiehm, Heidelberg 1982, S. 4–21.
- Das Bild des Mittelalters in Stefan Georges "Buch der Sagen und Sänge". In: Mittelalter-Rezeption, Bd. 2 (1982), S. 419–437.
- Der späte Schickele. Ein Sonderfall der deutschen Exilliteratur. In: Jahrbuch der Deutschen Schillergesellschaft, Bd. 27 (1983), S. 435–461.
- (Bearb.): Max Kommerell 1902–1944 (= Marbacher Magazin, Bd. 34). Deutsche Schiller-Gesellschaft, Marbach/N. 1985.
- (Hrsg.): Rainer Maria Rilke und Österreich. Linzer Veranstaltungsgesellschaft, Linz 1986.
- "Jugendstil" - ein literaturgeschichtlicher Epochenbegriff? Aspekte und Kritierien. In: Roland Jost (Hrsg.): Im Dialog mit der Moderne. Zur deutschsprachigen Literatur von der Gründerzeit bis zur Gegenwart. Jacob Steiner zum 60. Geburtstag. Athenäum-Verlag, Frankfurt/M. 1986, S. 106–130, ISBN 3-7610-8327-0.
- Rilke, Wolfskehl, Gundolf. In: Blätter der Rilke-Gesellschaft, Bd. 14 (1987), S. 119–140.
- (Hrsg.): Rainer Maria Rilke / "Haßzellen, stark im größten Liebeskreise ...". Verse für Oskar Kokoschka (= Marbacher Magazin, Bd. 28). Deutsche Schillergesellschaft, Marbach/N. 1988, ISBN 3-7681-9988-1.
- (Bearb.): Günter Eich [1907–1972; ... Ausstellung von April – August 1988 im Schiller-Nationalmuseum Marbach am Neckar]. 2. Aufl. (= Marbacher Magazin, Bd. 45). Deutsche Schillergesellschaft, Marbach/N. 1988.
- (Hrsg.): Martin Heidegger / Elisabeth Blochmann: Briefwechsel 1918–1969 (= Marbacher Schriften, Bd. 33). Deutsche Schillergesellschaft, Marbach/N. 1989, ISBN 3-7681-9990-8.
- (Hrsg.): Rainer Maria Rilke / Briefe zur Politik. Insel, Frankfurt/M. 1992, ISBN 3-458-16141-4.
- (Hrsg.): Hertha König / Erinnerungen an Rainer Maria Rilke sowie Rilkes Mutter. Pendragon-Verlag, Bielefeld 1992, ISBN 3-923306-50-4 (überarb. u. erw. Neuausgabe 2002, ISBN 3-934872-31-X).
- Hermeneutischer Disput. Max Kommerells Auseinandersetzung mit Martin Heideggers Hölderlin-Interpretation. In: Hartmut Laufhütte (Hrsg.): Literaturgeschichte als Profession. Festschrift für Dietrich Jöns (= Mannheimer Beiträge zur Sprach- und Literaturwissenschaft, Bd. 24). Narr, Tübingen 1993, S. 319–343, ISBN 3-8233-5024-2.
- (Mithrsg.): Martin Heidegger und die Anfänge der "Deutschen Vierteljahresschrift für Literaturwissenschaft und Geistesgeschichte". In: Dilthey-Jahrbuch, Bd. 8 (1992/93), S. 181–225.
- (Mithrsg.): Rilke - ein deutscher Dichter aus Prag. Königshausen & Neumann, Würzburg 1998, ISBN 3-8260-1354-9.
- (Hrsg.): Max Kommerell / Kasperle-Spiele für große Leute (= Veröffentlichungen der Deutschen Akademie für Sprache und Dichtung Darmstadt, Bd. 28). Wallstein, Göttingen 2002, ISBN 3-89244-519-2.
- (Hrsg.): Rainer Maria Rilke / Briefwechsel mit Thankmar von Münchhausen 1913 bis 1925. Insel, Frankfurt/M. 2004, ISBN 3-458-17193-2.
- (Hrsg. u. Komment.): Rainer Maria Rilke / Briefwechsel 1906–1926. Wallstein, Göttingen 2007, ISBN 3-89244-983-X.

Festschrift
- Rudi Schweikert (Hrsg.): Korrespondenzen. Festschrift für Joachim W. Storck aus Anlaß seines 75. Geburtstages (= Mannheimer Studien zur Sprach- und Literaturwissenschaft, Bd. 20). Röhrig, St. Ingbert 1999, ISBN 3-86110-204-8 (Verzeichnis der Veröffentlichungen von Joachim W. Storck, S. 675–704).